# Warrenberg
Warrenberg ist ein mit Verordnung des Regierungspräsidiums Tübingen vom 14. September 1990 ausgewiesenes Naturschutzgebiet mit der Nummer 4.172.

## Lage
Das Naturschutzgebiet befindet sich im Naturraum Südwestliches Albvorland. Es handelt sich um eine von Wald umgebene Hochwiese etwa 400 Meter südwestlich des Stadtteils Owingen der Stadt Haigerloch. Das Schutzgebiet ist Teil des FFH-Gebiets Nr. 7619-311 Gebiete zwischen Bisingen, Haigerloch und Rosenfeld.

## Schutzzweck
Laut Verordnung ist der wesentliche Schutzzweck die Erhaltung, Pflege und Verbesserung eines vielfältig strukturierten Landschaftsteiles im Vorland der Südwestalb mit der daran gebundenen extensiven landwirtschaftlichen Nutzung als Lebensraum für gefährdete und geschützte Tier‑ und Pflanzenarten sowie als kulturhistorisches Relikt.

## Flora und Fauna
Im Gebiet kommen die Pflanzenarten Echte Schlüsselblume, Wiesensalbei, Frühlings-Fingerkraut, Kleines Knabenkraut und Lungen-Enzian vor. An Schmetterlingsarten sind vertreten: Schwalbenschwanz, Großes Wiesenvögelchen und Lungenenzian-Ameisenbläuling.